# Adaylton Freitas
Adaylton Parreira de Freitas (Boituva, 21 de abril de 1990), é um ex- lutador profissional de muay thai, que começou a sua carreira em São Paulo em 2008 e morou na Tailândia entre 2011 e 2019, lutando nos principais estádios e shows da Tailândia, onde conquistou 3 títulos mundiais. É o primeiro brasileiro a ser campeão do Max Muay Thai, ter uma vitória no Thai Fight e a lutar no Siam Omnoi Stadium.  Atualmente, Adaylton Freitas faz parte da equipe American Top Team e assim continua em atividade.

## Biografia e carreira
Adaylton começou a praticar muay thai com 17 anos de idade. Com 20 anos, se mudou para a Tailândia e lutou nos principais estádios e shows da Tailândia e da Ásia (Lumpinee Boxing Stadium, Rajadarmner Boxing Stadium, Siam Omnoi Boxing Stadium, Thai Fight, Max Muay Thai, etc). Hoje, faz parte da equipe American Top Team e assim continua em atividade.

## Títulos
- Z1 World Muay Thai Série WMC (26 de maio de 2012)
- World Cup TV 3 Camboja (1 de setembro de 2012)
- Max Muay Thai (6 de julho de 2014)

## Cartel de lutas
| Muay Thai - Fight Record                       | Muay Thai - Fight Record | Muay Thai - Fight Record           | Muay Thai - Fight Record    | Muay Thai - Fight Record | Muay Thai - Fight Record | Muay Thai - Fight Record | Muay Thai - Fight Record |
| ---------------------------------------------- | ------------------------ | ---------------------------------- | --------------------------- | ------------------------ | ------------------------ | ------------------------ | ------------------------ |
| 54 vitórias (76 lutas), 22 derrotas, 0 empates |                          |                                    |                             |                          |                          |                          |                          |
| Data                                           | Resultado                | Oponente                           | Evento                      | Local                    | Método                   | Round                    | Tempo                    |
| 2020-02-27                                     | Vitória                  | Kofat Akhmedov                     | One vs One                  | Omsk, Rússia             | TKO                      | 2                        |                          |
| 2019-12-21                                     | Derrota                  | Payak - Samui Lukjaoporontohng     | Thai Fight                  | Phuket, Tailândia        | Decisão                  | 3                        |                          |
| 2019-09-08                                     | Derrota                  | Kwnjai Sor Sumnueg                 | WBC Lumpinee Boxing Stadium | Bangkok, Tailândia       | Decisão                  | 3                        |                          |
| 2019-08-18                                     | Vitória                  | Ali Muay Thai Family               | Rajadarmner Boxing Stadium  | Bangkok, Tailândia       | TKO                      | 3                        |                          |
| 2019-06-29                                     | Vitória                  | Muth Kjloem Khmao                  | CNC TV                      | Phnom Penh, Camboja      | Nocaute                  | 1                        |                          |
| 2014-12-07                                     | Derrota                  | Jomthong Chuwattana                | Max Muay Thai               | Pattaya, Tailândia       | Decisão                  |                          |                          |
| 2014-07-06                                     | Vitória                  | Ruslan Kushnirenko                 | Max Muay Thai               | Pattaya, Tailândia       | Decisão                  | 3                        |                          |
| 2014-07-06                                     | Vitória                  | Orono Muangseema                   | Max Muay Thai               | Pattaya, Tailândia       | Nocaute                  | 2                        |                          |
| 2014-02-23                                     | Vitória                  | Long Sophie                        | TV 3 Cambodia               | Phnom Penh, Camboja      | Nocaute                  | 3                        |                          |
| 2014-01-17                                     | Derrota                  | Saenchai Pk Saenchai Muay Thai Gym | Muay Thai Warriors          | Phuket, Tailândia        | TKO                      | 3                        |                          |
| 2013-10-23                                     | Derrota                  | Jimmy Vienot                       | Thai Fight                  | Bangkok, Tailândia       | TKO                      | 2                        |                          |
| 2013-07-26                                     | Derrota                  | Singmanee Kaewsamrit               | Queen's Cup WPMF            | Bangkok, Tailândia       | Decisão                  | 5                        |                          |
| 2013-07-12                                     | Vitória                  | Thailand Pinsinchai                |                             | Sakon Nakhon             | TKO                      | 4                        |                          |
| 2012-11-25                                     | Derrota                  | Andrei Kulebin                     | Thai Fight                  | Nakhon Ratchasima        | Decisão                  | 3                        |                          |
| 2012-10-23                                     | Vitória                  | Houcine Bennoui                    | Thai Fight                  | Tailândia                | Decisão                  | 3                        |                          |
| 2012-09-01                                     | Vitória                  | Changpuek Sor Keawsuek             | World Cup TV3 Cambodia      | Phnom Penh, Camboja      | Decisão                  | 5                        |                          |
| 2012-08-19                                     | Vitória                  | Chonlek Kaewsamrit                 | Muay Thai Warriors          | Guangzhou, China         | Nocaute                  | 2                        |                          |
| 2012-05-26                                     | Vitória                  | Bow Suweilek                       | Z1 World Cup WMC            | Malásia                  | Nocaute                  | 3                        |                          |
| 2012-01-15                                     | Vitória                  | Long Sovadoeun                     | TV 3 Cambodia               | Phnom Penh, Camboja      | Decisão                  | 5                        |                          |
| 2011-08-31                                     | Vitória                  | Rachean                            | Rajadamnern Boxing Stadium  | Bangkok, Tailândia       | TKO                      | 4                        |                          |
| 2010-09-26                                     | Vitória                  | Diego ABC Fight                    | Underworld Fight GP         | São Paulo, Brasil        | Decisão                  | 3                        |                          |
| 2010-03-05                                     | Vitória                  | Daniel Sobral                      | Amerad Fight                | Santos, Brazil           | Decisão                  | 3                        |                          |